# 배젖

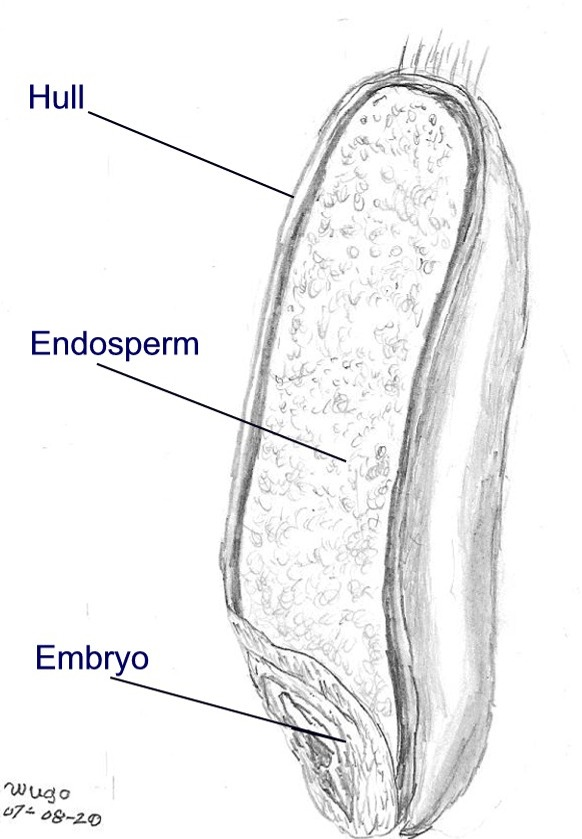
밀의 씨

배젖(endosperm) 또는 배유, 내배유는 이중 수정 후 대부분의 속씨식물의 씨 내부에서 생성되는 조직이다. 대부분의 종에서 이는 3배체(핵당 3개의 염색체 세트를 의미)이며 옥신에 의해 구동될 수 있다. 이는 배아를 둘러싸고 전분 형태로 영양을 제공하지만 오일과 단백질도 포함할 수 있다. 이것은 배젖을 동물 사료의 영양 공급원으로 만들 수 있다. 예를 들어, 밀 배젖은 빵용 밀가루로 분쇄되는 반면(나머지 곡물은 통밀가루에도 포함됨), 보리 배젖은 맥주 생산에 필요한 설탕의 주요 공급원이다. 식용 부분의 대부분을 구성하는 배젖의 다른 예로는 코코넛 살 부위와 코코넛 물, 옥수수가 있다. 특정 난초와 같은 일부 식물은 씨앗에 배젖이 부족하다.
조상의 꽃식물에는 작은 배아와 풍부한 배젖의 있는 씨앗이 있다. 일부 현대 꽃 피는 식물에서는 배아가 종자의 대부분을 차지하고 배젖은 종자가 성숙하기 전에 발달하지 않거나 소비된다. 예를 들어 벼과(Poaceae)와 같은 다른 꽃 피는 식물 분류군에서는 배젖이 크게 발달한다.

## 같이 보기
- 밑씨